# Shin (gruppo musicale)
Gli Shin (cinese tradizionale: 信樂團; cinese semplificato: 信乐团; pinyin: Xìn yuètuán) sono un gruppo musicale rock taiwanese composto da cinque membri, che ha fatto il suo debutto nel 2002. Il nome del gruppo deriva dal nome del frontman, Shin appunto. Gli altri membri sono il chitarrista Chris (孫志群), il bassista Max (曉華), il tastierista Tomi ed il batterista Michael. Shin ha una voce molto chiara, profonda e penetrante, caratteristiche molto rare per i cantanti cinesi. La musica del gruppo è rumorosa, selvaggia ed espressiva, il che li rende unici e li differenzia dalla massa dei dominanti artisti pop che affollano il mondo musicale cinese ed asiatico in generale. Oltre al mercato taiwanese, gli Shin pubblicano i loro album anche nella Cina continentale e ad Hong Kong, ma sono conosciuti anche dalle comunità cinesi oltreoceano. Le canzoni più conosciute del gruppo sono 死了都要愛, 离歌, 海阔天空, One Night in 北京, 一了百了, 天亮以后说分手, 天高地厚.
Il 20 marzo 2007 il frontman Shin ha lasciato il gruppo ed è ufficialmente diventato un cantante solista, ma la band non si è sciolta.

## Discografia
| Anno          | Album                                                    |
| ------------- | -------------------------------------------------------- |
| Maggio 2002   | Shin (信樂團同名專輯)                                    |
| Aprile 2003   | Tian Gao Di Hou (天高地厚)                               |
| Febbraio 2004 | Hai Kuo Tian Kong (海闊天空)                             |
| Dicembre 2004 | Tiao Xin (挑信)                                          |
| Aprile 2006   | One Night @ Mars Concert Live (One Night@火星演唱會Live) |

## Formazione
- Shin (信 - 蘇見信) - voce
- Chris (孫志群) - chitarra
- Max (曉華) - basso
- Tomi - tastiere
- Michael - batteria